# Oscar Krusnell
Oscar Krusnell, född 17 februari 1999, är en svensk fotbollsspelare som spelar för IK Sirius i Allsvenskan. 

## Klubbkarriär
Krusnells moderklubb är Enskede IK, vilka han lämnade som 13-åring för att börja spela i AIK. Efter två och ett halvt år i AIK:s akademi skrev han sommaren 2015 på för engelska Sunderland, han hade då hunnit med att debutera för AIK i en träningsmatch mot Vasalunds IF den 17 januari 2015. Vänsterbacken kom att tillbringa två år i England innan han värvades till Hammarby IF den 10 augusti 2017, och skrev på ett treårskontrakt med klubben.
Oscar Krusnell debuterade i Allsvenskan den 21 augusti 2017, då han i slutminuterna bytte av Mats Solheim i bortamötet med Örebro SK (3-0).
Inför säsongen 2019 lånades Krusnell ut till IK Frej. I augusti 2019 lånades Krusnell ut till Team TG. Den 30 december 2020 värvades Krusnell av IF Brommapojkarna.
I februari 2023 värvades Krusnell av norska FK Haugesund, där han skrev på ett fyraårskontrakt.

## Landslagskarriär
Krusnell var en del av det svenska landslag som kvalade in till U17-EM 2015. Men på grund av en fotskada tvingades försvararen lämna återbud till turneringen.

## Karriärstatistik
| Klubb              | Säsong             | Liga               | Liga    | Liga | Svenska cupen | Svenska cupen | Totalt  | Totalt |
| Klubb              | Säsong             | Division           | Matcher | Mål  | Matcher       | Mål           | Matcher | Mål    |
| ------------------ | ------------------ | ------------------ | ------- | ---- | ------------- | ------------- | ------- | ------ |
| Hammarby IF        | 2017               | Allsvenskan        | 4       | 0    | 0             | 0             | 4       | 0      |
| Hammarby IF        | 2018               | Allsvenskan        | 1       | 0    | 1             | 0             | 2       | 0      |
| Hammarby IF        | Totalt             | Totalt             | 5       | 0    | 1             | 0             | 6       | 0      |
| IK Frej (lån)      | 2019               | Superettan         | 3       | 0    | 3             | 0             | 6       | 0      |
| Team TG (lån)      | 2019               | Division 1 Norra   | 12      | 2    | 0             | 0             | 12      | 2      |
| IK Frej (lån)      | 2020               | Ettan Norra        | 26      | 1    | 0             | 0             | 26      | 1      |
| IF Brommapojkarna  | 2021               | Ettan Norra        | 27      | 2    | 2             | 0             | 29      | 2      |
| IF Brommapojkarna  | 2022               | Superettan         | 23      | 1    | 2             | 0             | 25      | 1      |
| IF Brommapojkarna  | 2023               | Allsvenskan        | 0       | 0    | 1             | 0             | 1       | 0      |
| IF Brommapojkarna  | Totalt             | Totalt             | 50      | 3    | 5             | 0             | 55      | 3      |
| Totalt i karriären | Totalt i karriären | Totalt i karriären | 96      | 6    | 9             | 0             | 105     | 6      |